# Сопровождение через ракету
Сопровождение через ракету (тж. Телеуправление второго рода, англ. Track-Via-Missile) — способ наведения управляемой ракеты, сочетающий в себе элементы полуактивного самонаведения и радиокомандного управления. Система наведения состоит из наземной (корабельной) станции наведения и ракеты, оснащённой собственной приёмной антенной и ретранслятором.

## Принцип наведения
Как и при полуактивном самонаведении, цель облучается радаром наземной (корабельной) станции, а эхо-сигнал принимается приёмной антенной ракеты. В отличие от полуактивного самонаведения, сама ракета не осуществляет расчёт траектории, а ретранслирует полученную информацию на наземную станцию, которая обрабатывает её и посылает на ракету сигналы радиоуправления.

## Преимущества
- В отличие от активного самонаведения, ракета не обнаруживает себя собственным радиоизлучением. Противник может засечь только излучение наземной станции, но оно не ничего не говорит о том, осуществляется ли перехват, и какой именно цели.
- В отличие от активного и полуактивного самонаведения, не требуется наличия на ракете бортового вычислителя, что значительно снижает стоимость и массу ракеты. Большая мощность вычислителя наземной станции позволяет наводить ракеты по более оптимальной траектории, используя более совершенные алгоритмы наведения. Кроме того, этот метод наведения позволяет оператору наземной станции вмешаться в процесс перехвата на любой его стадии, включая терминальную.
- В отличие от радиокомандного наведения, за счёт того, что приёмная антенна ракеты находится ближе к цели, а мощность ретранслятора ракеты заведомо больше мощности отражённого от цели сигнала, наземная станция получает более точную и более защищённую от помех информацию.
- При наведении через ракету для станции сохраняется возможность приёма сигнала, непосредственно отражённого от цели. Сравнение этого сигнала с сигналом, ретранслированным ракетой, позволяет предпринимать контрмеры против некоторых методов электронного противодействия со стороны противника.

При наведении

## Недостатки
- Уязвимость ретранслятора ракеты от помех и электронного противодействия.
- Необходимость для станции наведения полностью контролировать процесс перехвата с момента старта и до встречи ракеты с целью.
- Невозможность перехвата цели в случае, если между ней и станцией наведения появляются какие-либо естественные преграды (например, холм), или цель выходит из зоны действия радара.

## Примеры применения
Метод наведения через ракету используется многими современными зенитными ракетными комплексами:
- Россия — С-300 и его корабельный вариант «Форт» (ракеты 5В55РМ, 48Н6Е, 48Н6Е2)
- США — «Пэтриот»
- Китай — HQ-9